# Pagoda delle Sei Armonie
La Pagoda delle Sei Armonie (cinese semplificato: 六和塔; cinese tradizionale: 六和塔; pinyin: Liùhé Tǎ) , conosciuta anche come (六合塔, pinyin: Liùhé Tǎ, conservandone la stessa pronuncia e semantica), si trova sul versante meridionale del monte Yuelun lungo il fiume Qiantang, nel distretto di Xihu (西湖）), municipalità di Hangzhou, Provincia dello Zhejiang, Repubblica popolare cinese. Si tratta di una pagoda in legno e mattoni, costruita con uno specifico stile architettonico cinese detto stile "a padiglione" ting (亭). La struttura fu eretta dai monaci su ordine del sovrano Qian Chu del regno Wuyue, con l'obiettivo di contenere le maree del fiume Qiantang. La Pagoda delle Sei Armonie fu successivamente distrutta durante la rivolta di Fangla mentre l'attuale edificio risale al periodo della dinastia Song meridionale. I cornicioni presenti sulla superficie esterna furono incendiati dai pirati giapponesi durante il periodo Jiajing (dinastia Ming) e per questo motivo, gran parte della loro sezione attuale fu recuperata in un periodo successivo, ovvero durante la dinastia Qing. L'edificio presenta una pianta ottagonale a sette piani, nello specifico, i cornicioni esterni sono disposti su tredici livelli mentre all'interno la pagoda presenta soltanto sette piani, ognuno dei quali si struttura in una stanza centrale avvolta da un corridoio circolare. Nel 1961, la Pagoda delle Sei Armonie venne inclusa tra i principali siti patrimonio culturale a livello nazionale.

## Storia
La Pagoda delle Sei Armonie, fu costruita nel 970 d.C. (3º anno del periodo Kaibao, dinastia Song settentrionale), per opera dai maestri e monaci Zen Zan Ning e Yuan Shou per volere del sovrano Qian Chu del Regno Wuyue. La struttura prende il nome dall'originario tempio delle Sei Armonie collocato a fianco. Si narra che sia stata costruita con l'intento di contenere le maree del fiume Qiantang e di ospitare le reliquie del Buddha. Originariamente, la pagoda contava nove piani e vantava un'altezza totale di oltre 165 m. La superficie esterna era illuminata da lanterne, rendendola un segnale di navigazione per le imbarcazioni che navigavano di notte sul fiume Qiantang. Nel 1121 d.C. (3º anno del Periodo Xuanhe), la Pagoda delle Sei Armonie fu quasi completamente rasa al suolo durante la Rivolta di Fangla. 

### Ricostruzione
Nel 1153 d.C. ( 23º anno del Periodo Shaoxing, dinastia Song meridionale), l'edificio fu rieretto sul sito originale. Il progetto di ricostruzione era appoggiato congiuntamente dal Ministero dei Riti, dalla Prefettura di Lin'an e dal Dipartimento dei Trasporti del governo imperiale. Nel 1163 d.C. (1º anno del periodo Longxing), terminarono i lavori e i piani della struttura furono ridotti a sette. Successivamente negli anni tra il 1333 - 1335 d.C. (periodo Yuantong, dinastia Yuan) e nel 1524 d.C ( 3º anno del periodo Jiajing, dinastia Ming) i cornicioni esterni della pagoda furono più volte restaurati, includendo durante ciascuno dei due interventi, l'installazione di un nuovo pinnacolo. Nel 1533 d.C. (12º anno del periodo Jiajing, dinastia Ming), la Pagoda fu incendiata dai pirati giapponesi e la struttura in legno esterna, corrispondente ai cornicioni, andò quasi completamente incendiata. La sezione esterna danneggiata fu restaurata nel 1735 (13º anno del periodo Yongzheng, dinastia Qing) e nel 1900 (26º anno del periodo Guangxu, dinastia Qing) e corrisponde a quella tuttora preservata, a differenza tuttavia del corpo centrale che risale a quello costruito durante la dinastia Song.

## Struttura

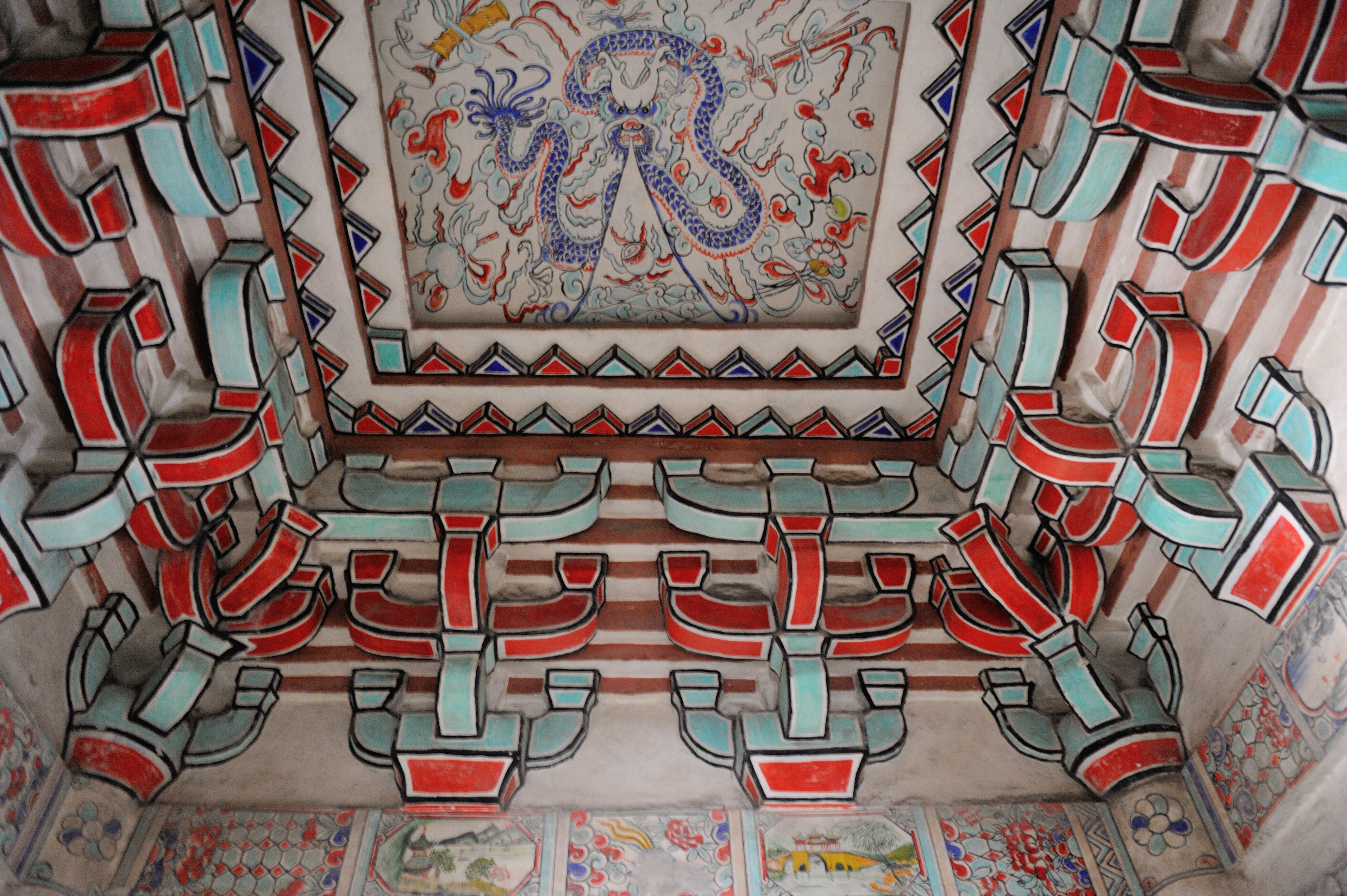
Soffitto a cassettoni o a "tela di ragno"

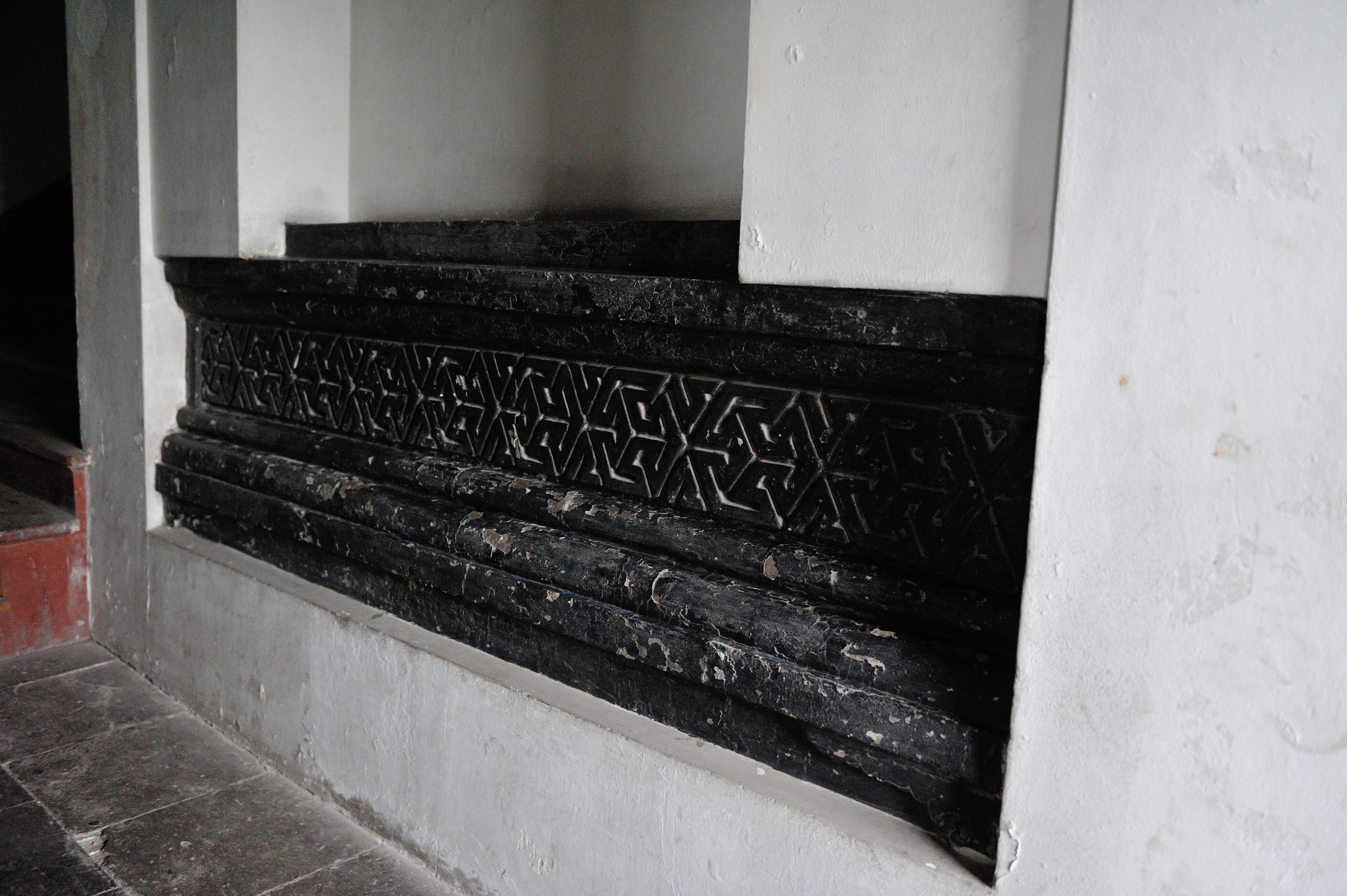
Nicchia laterale con base di tipo xumi (须弥座)

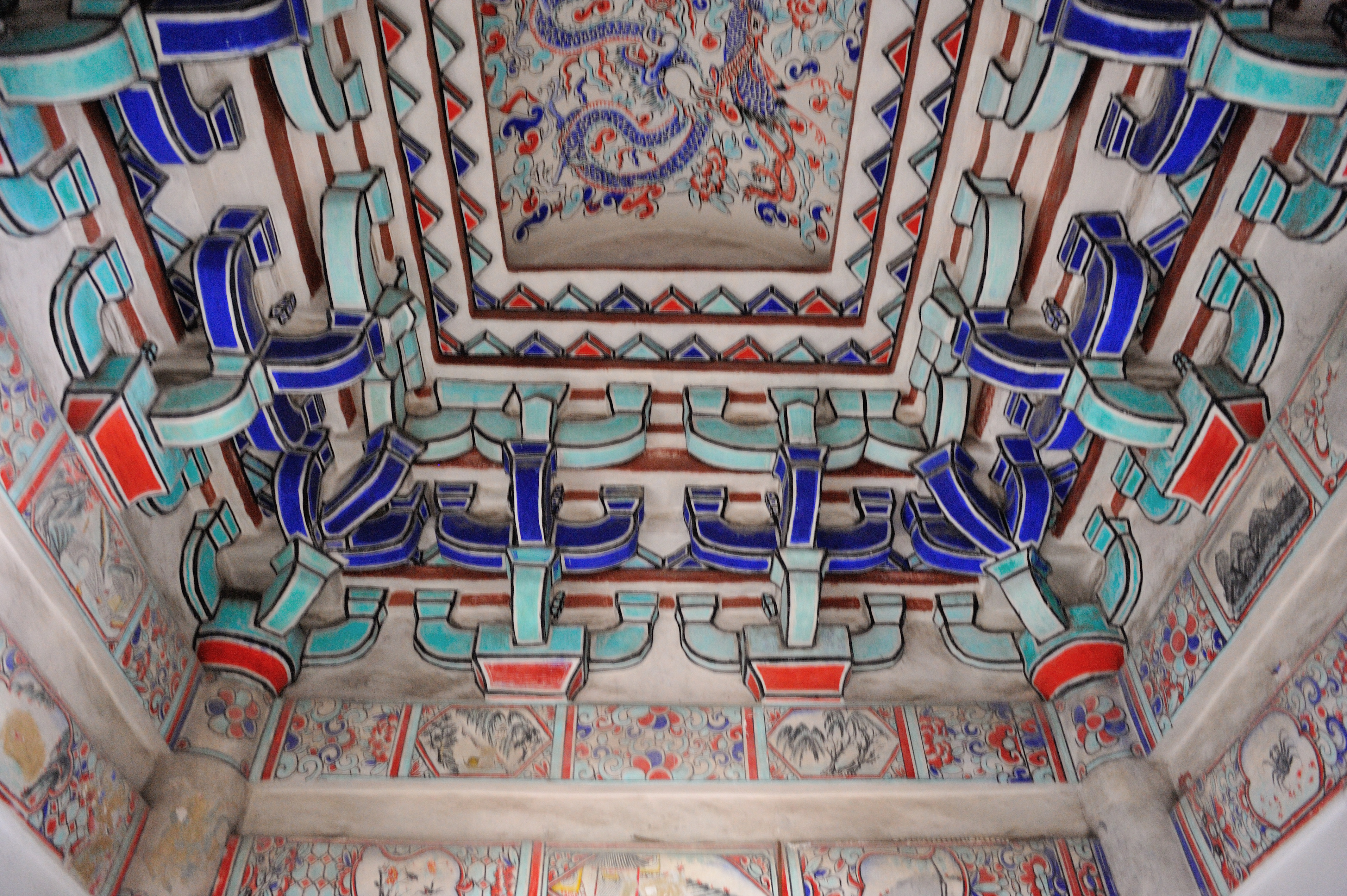
Altro soffitto a cassettoni

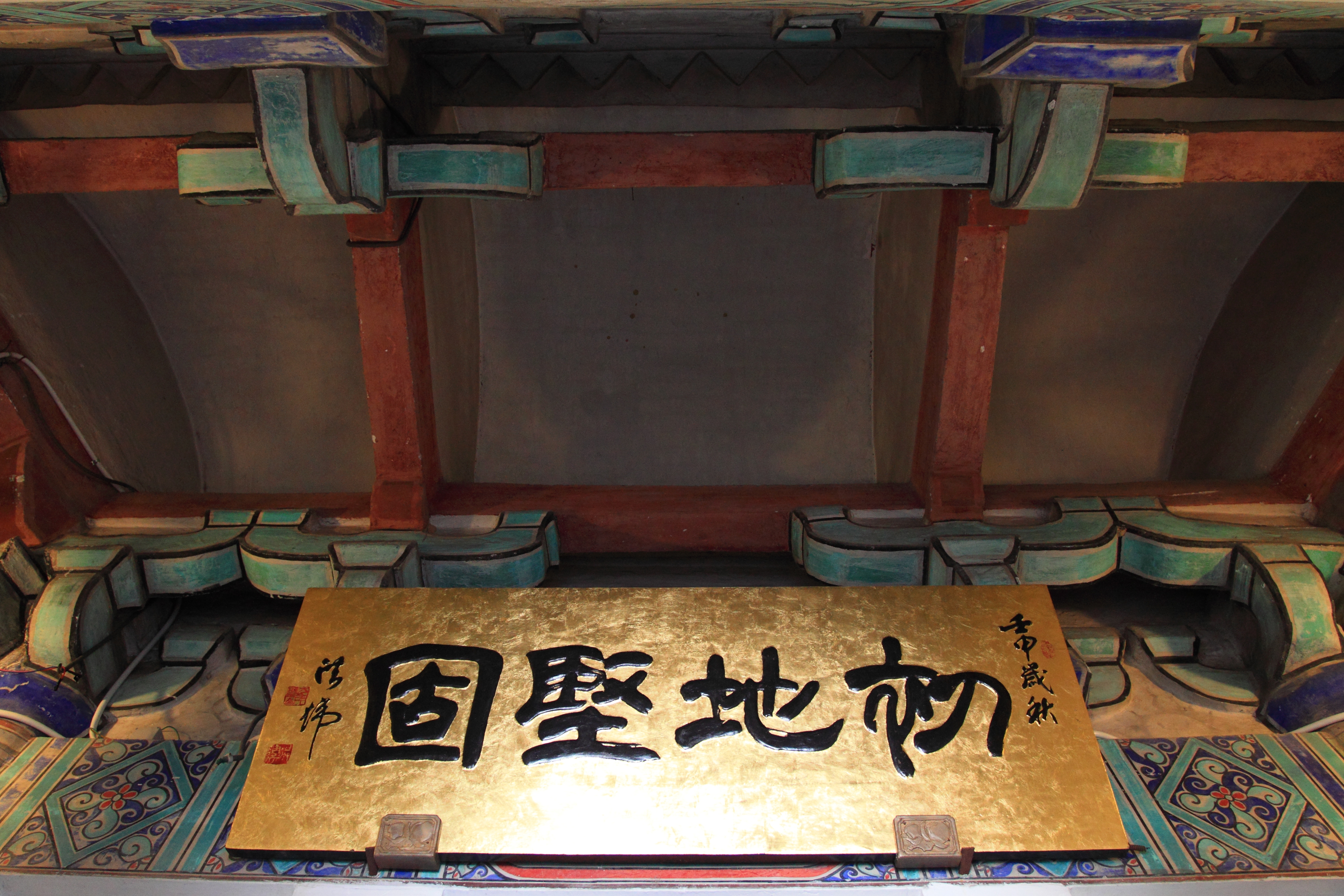
Iscrizione su targa orizzontale al primo piano

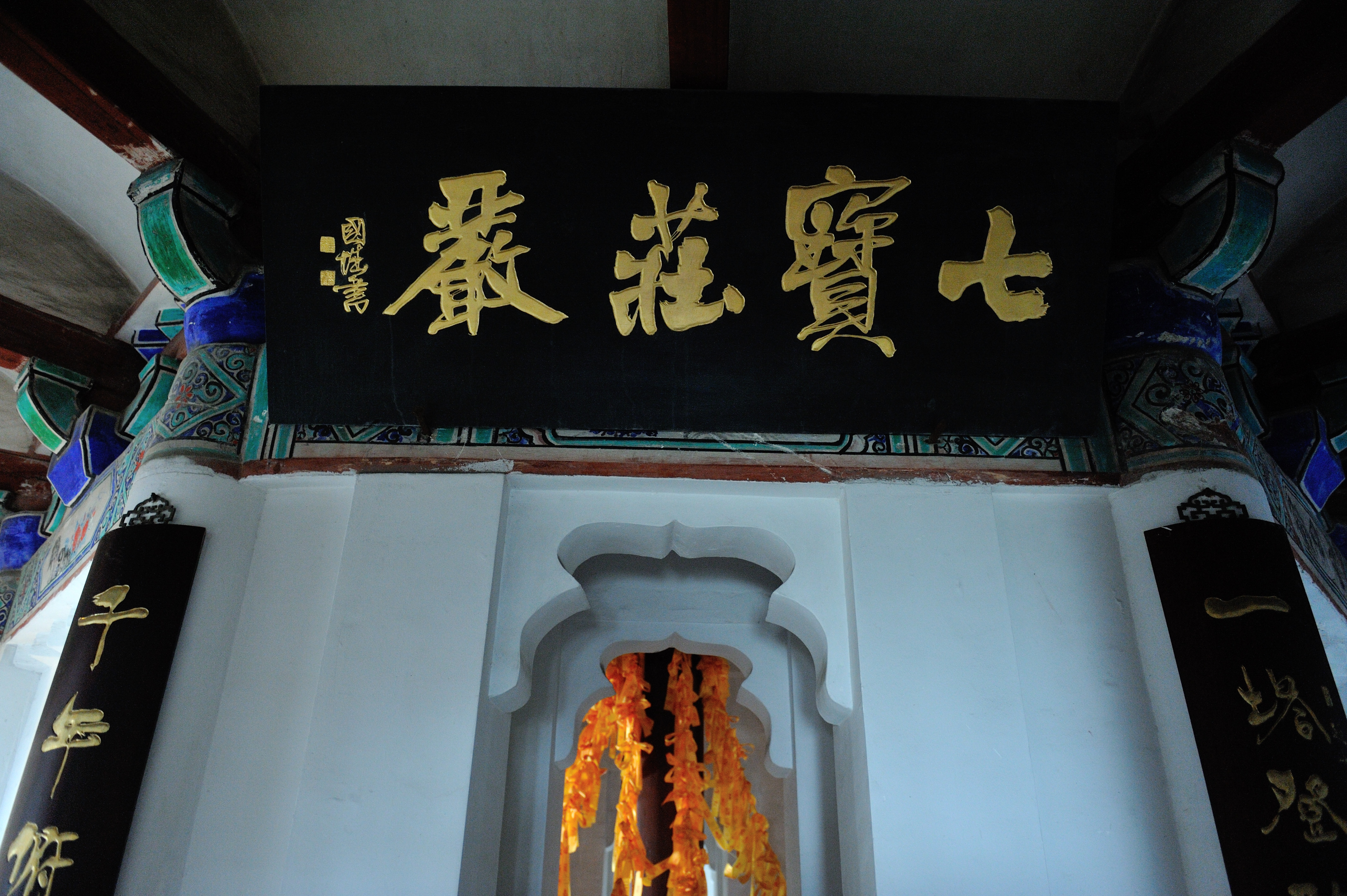
Iscrizione su targa orizzontale al settimo piano

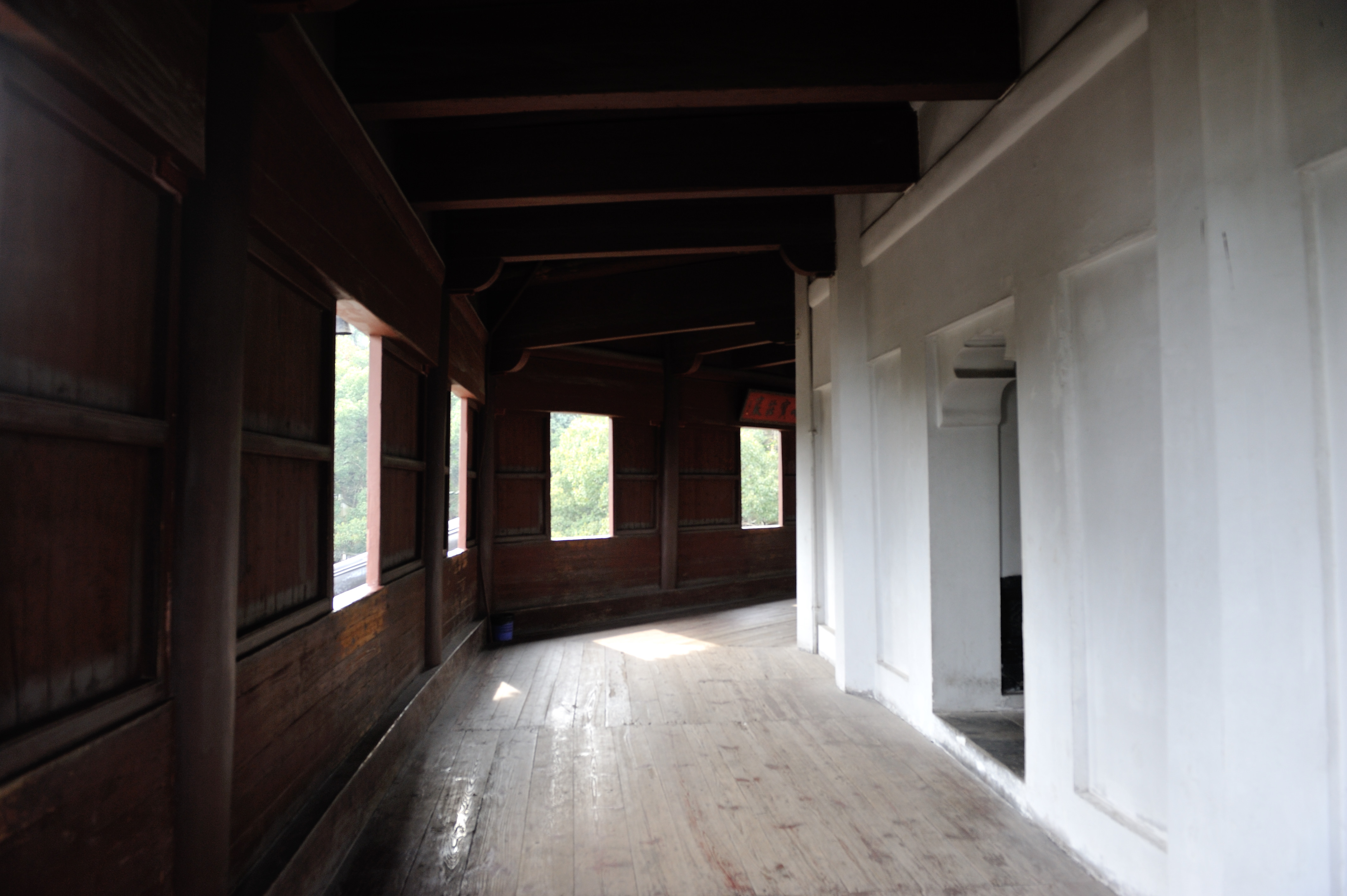
Colonne portanti agli angoli e finestre sul lato esterno opposto

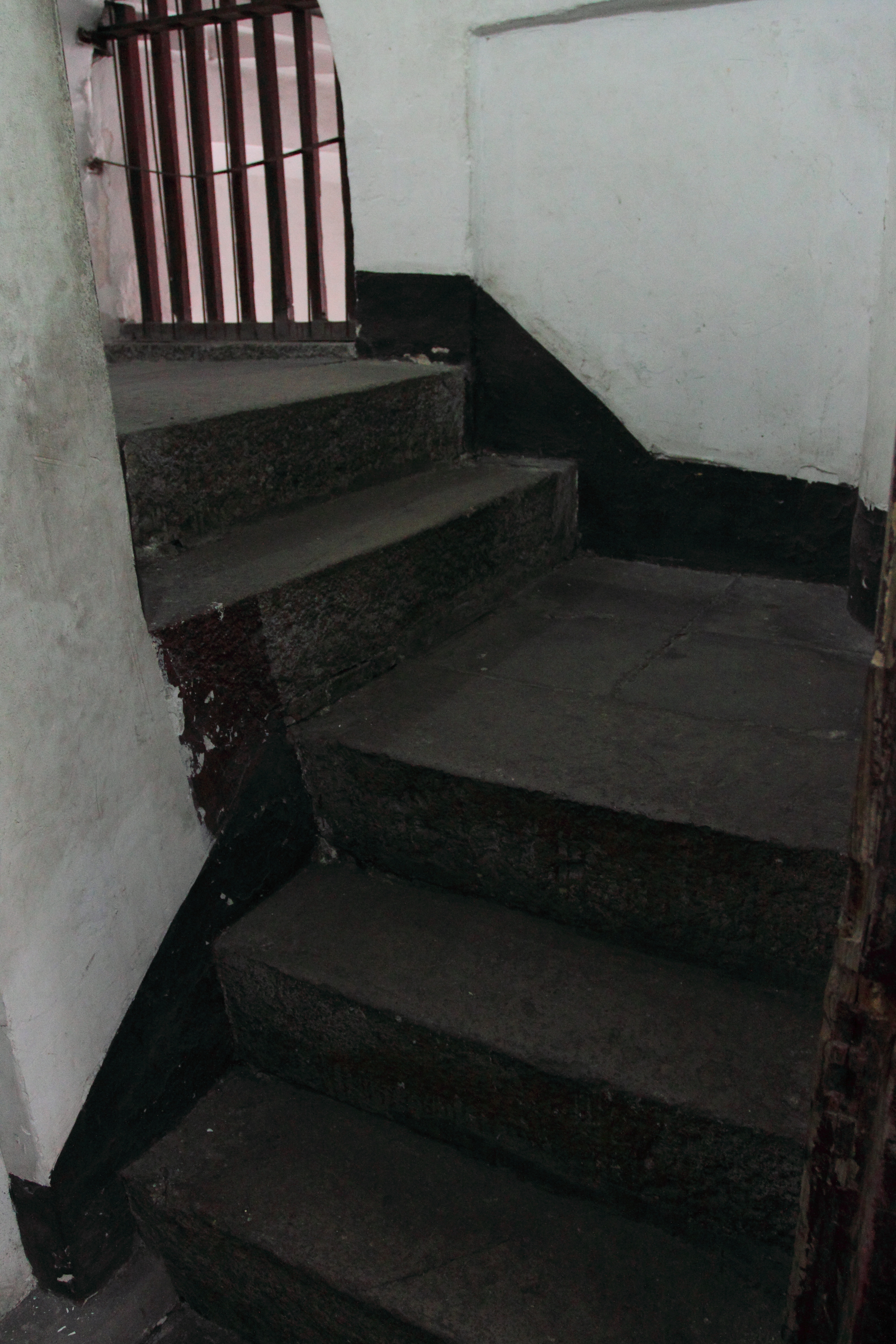
Scala a chiocciola interna

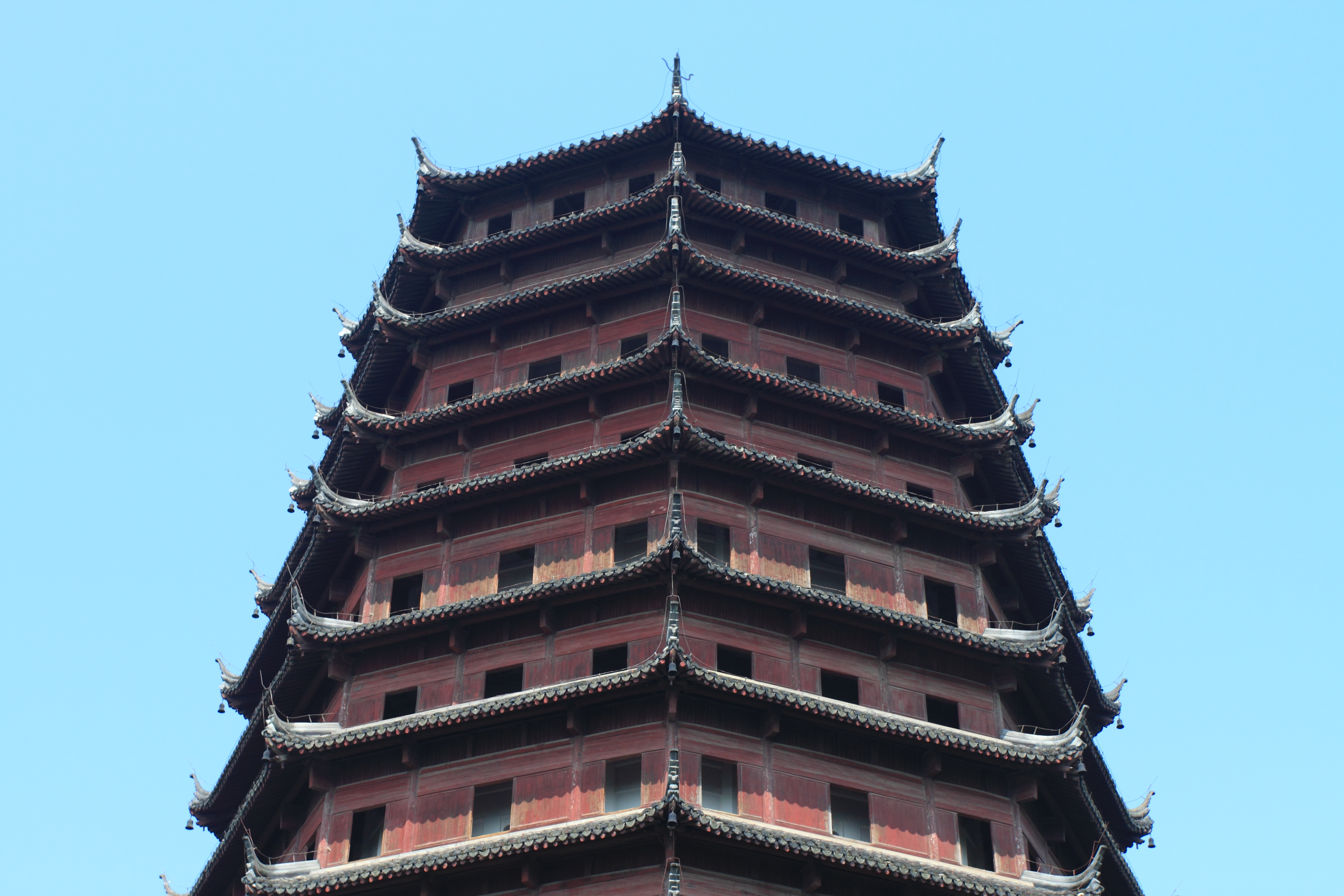
Dettaglio che mette in mostra i piani accessibili da quelli finti

La Pagoda delle Sei Armonie è un edificio in legno e mattoni in stile "a padiglione" Ting (亭), posizionata lungo il fiume Qiantang sul versante meridionale del monte Yuelun, Lago Occidentale, Municipalità di Hangzhou. La struttura a base ottagonale vanta un'altezza totale di 59,89 m e occupa una superficie di circa 890 m². 

### Architettura esterna
La base della torre presenta lungo gli otto lati esterni, lunghi ciascuno 13 m, una muratura in lastre di pietra. Sulla sommità della base sono presenti una serie di fori rotondi i quali in origine avrebbero dovuto ospitare delle colonnine wangzhu (望柱). Appoggiato sulla base, il corpo della pagoda si suddivide in sette piani ognuno dei quali presenta un'ampiezza e un'altezza che si riducono gradualmente salendo. Il corpo della struttura in mattoni si può dividere in quattro sezioni: il muro esterno, il corridoio circolare, il muro interno e la stanza centrale. 

#### Cornicioni esterni
La struttura dei cornicioni esterni in legno si compone di tredici livelli visibili dall'esterno di cui solo sette corrispondono ai piani della pagoda e sono quindi accessibili mentre gli altri sei sono frapposti tra ogni due piani e costituiscono dei livelli nascosti non raggiungibili dal corpo centrale della Pagoda. Ognuno di essi permette ai visitatori di godere del panorama affacciandosi dalle balaustre. Di fronte ai pilastri portanti del muro esterno su ogni facciata in corrispondenza del cornicione sorgono tre finestre. Al di sotto di ogni angolo esterno del cornicione è appeso un paio di campane a vento. 

#### Pinnacolo
Gli otto lati del corpo dell'edificio si fondono nella cima appuntita su cui sorge un pinnacolo in ghisa alto 3,55 m cui sezione circolare inferiore è sovrastata da due strati di fiori di loto, perle preziose e zucche a fiasco che si divaricano lungo l'asta del pinnacolo. La parte finale di questa asta presenta una forma che ricalca quella del seguente carattere cinese "⼱" e su di essa è incisa una richiesta di benedizione.

### Architettura interna
Ciascuna di queste quattro sezioni presenta una pianta ottagonale. La parete esterna è direttamente collegata ai tredici cornicioni. A ogni spigolo della pianta ottagonale è presente una colonna ad angolo portante e tra ciascuna di queste sono presenti due colonne ornamentali in corrispondenza delle quali in una posizione centrale tra le due sorge un arco. Questi archi insieme formano una sorta di corridoio che presenta un soffitto a botte rialzato mentre sui lati destro e sinistro sono presenti delle nicchie con basi xumi (须弥, base che richiama la forma del Monte Meru). Nelle nicchie non sono presenti motivi raffiguranti il Buddha. Sopra ai motivi del Monte Meru si trovano bassorilievi su mattone zhuandiao (砖雕). In totale si enumerano 174 raggruppamenti. I soggetti raffigurati comprendono principalmente fiori, volatili, animali selvaggi, immortali volanti, suonatori di strumenti, motivi a meandri o greche, motivi a nuvola e altri. Lungo il lato interno di questo corridoio sorgono le scale che fungono da via per accedere e per salire dal primo al settimo piano. Sul lato interno di questo corridoio circolare, lungo ogni spigolo, sorge una colonna ad angolo e in mezzo tra ogni colonna sono collocati degli architravi a doppio strato (architrave superiore lan'e 阑额 e architrave inferiore you'e 由额). Il lato esterno del corridoio è invece simile allo stile utilizzato per la parete esterna della pagoda con colonne portanti agli spigoli e colonne decorative in mezzo. 

### Nucleo della pagoda
Ogni piano presenta una stanza centrale con sole quattro pareti, in contrasto con la struttura ottagonale. Qui il soffitto a cassettoni o "a tela di ragno" risulta appoggiato su due strati di mensole in mattoni. Tutt'attorno il peso è sostenuto da mensole dougong (斗拱).
Al centro della sala centrale al sesto e settimo piano sorge un pilastro centrale cui base si trova al sesto piano. Su ogni piano all'esterno di ognuna di queste stanze è appesa una targa orizzontale: al primo piano (piano terra) è scritto "Primo stadio: solidità", al secondo piano "L'unione dei due è verità", al terzo piano "Tre ammonimenti della purezza", al quarto  "I quattro mondi buddhisti", al quinto "Coperta dei cinque pilastri interiori", al sesto "Illusione della percezione tramite i sei sensi" e al settimo "Sette tesori solenni". 

## Conservazione

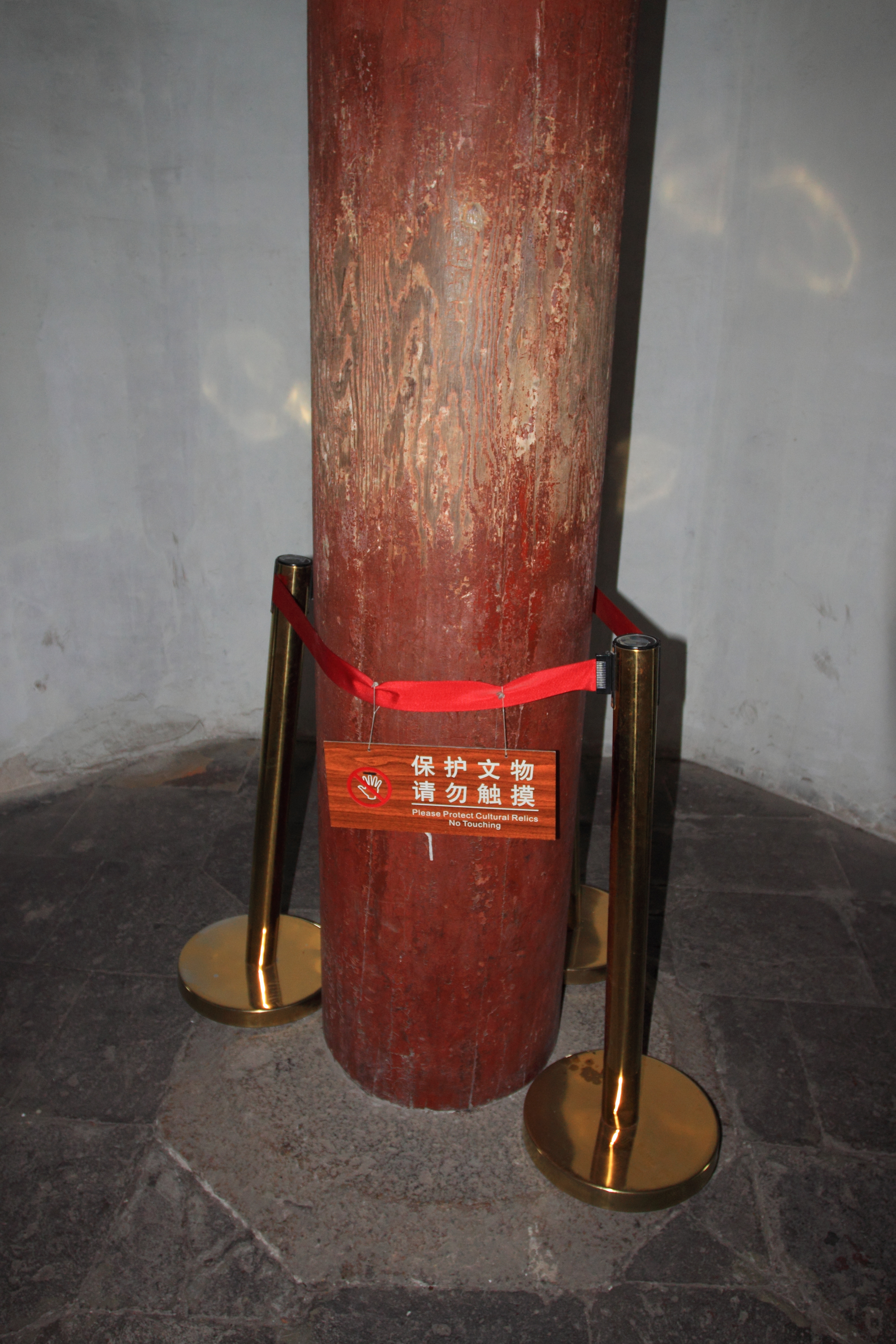
Pilastro in legno danneggiato

Nel 1953, la Pagoda delle Sei Armonie vide il suo primo grande restauro. Con questo intervento si sistemarono le perdite d'acqua presenti sul tetto e furono restaurati i dipinti presenti all'interno. Nel 1957 sulla sommità dell'edificio venne installato un parafulmine. Nel 1961, la Pagoda delle Sei Armonie fu proclamata come uno dei principali siti patrimonio culturale protetti a livello nazionale. Nel 1970, i responsabili dei beni culturali scoprirono che dei ventiquattro pilastri di legno al piano terra diciannove erano sul punto di collassare. L'anno successivo la struttura interna fu rinnovata, tutti i pilastri di legno al piano terra vennero sostituiti con pilastri in mattone, mentre negli altri piani intervennero per risolvere il problema legato alle termiti. Nel 1991, a seguito di cinque anni di studi e progettazioni, venne rinforzata la base della pagoda e sostituiti i componenti di legno deteriorati, fu regolata la pendenza della sommità della torre e sostituite tutte le tegole del tetto, furono infine adottati ulteriori interventi di prevenzione contro le termiti. Al completamento dei lavori nel 1992, la Pagoda delle Sei Armonie fu nuovamente aperta al pubblico. Tra il 2 maggio 2013 e il 10 aprile 2014, l'edificio subì nuovamente dei profondi lavori di restauro che riguardarono la sostituzione del sottotetto ammuffito e il rifacimento dei 62 colmi di tetto lungo i cornicioni esterni, inoltre fu consolidata l'attrezzatura di protezione anti fulmine e aggiunto il sistema di monitoraggio dell'assestamento delle fondamenta e fessurazione delle strutture in legno. Oltretutto, per prevenire gli incendi, l'Ufficio di gestione dei beni culturali e delle zone verdi di Hangzhou, fece installare due idranti su ciascun cornicione strutturale esterno e costruire un serbatoio d'acqua di supporto in caso d'incendio sulla cima del monte Yuelun.

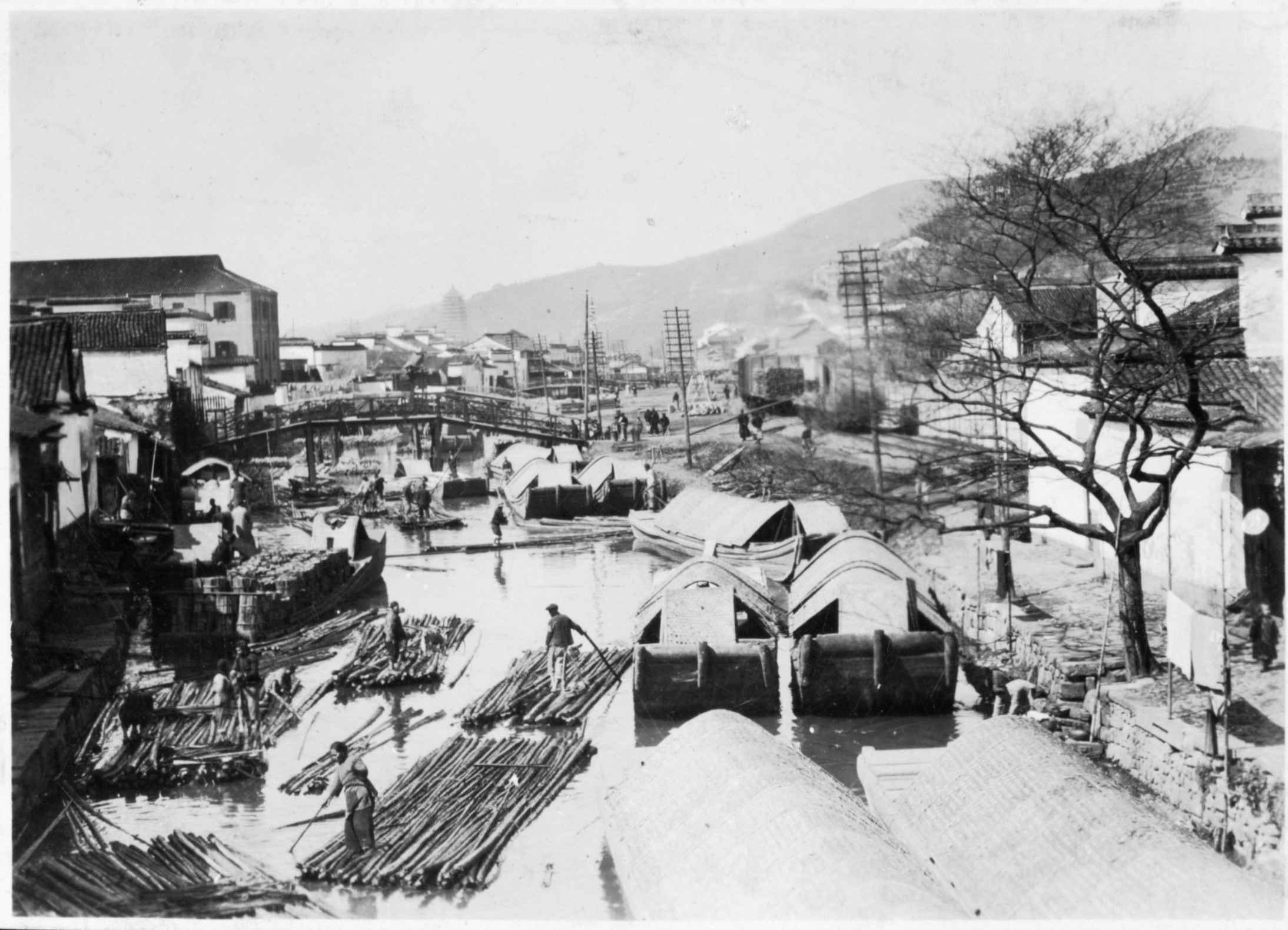
1937 circa, in lontananza sul colle si può intravedere la Pagoda delle Sei Armonie

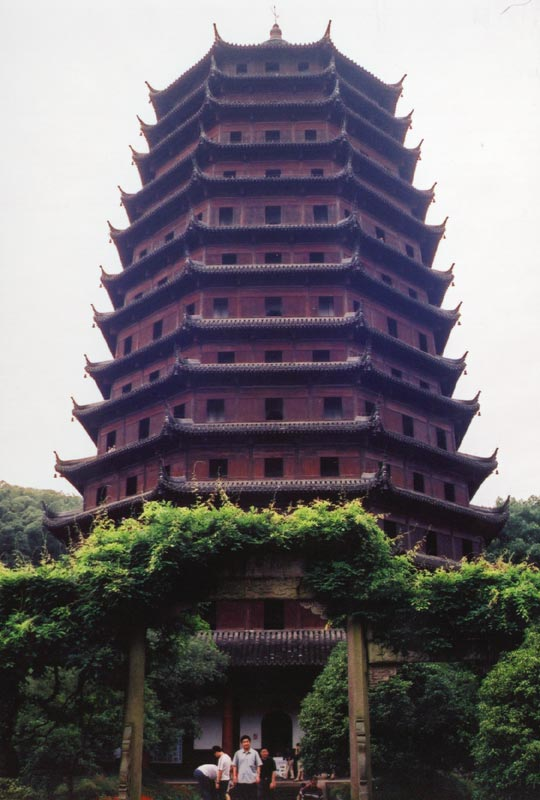
Pagoda delle Sei Armonie

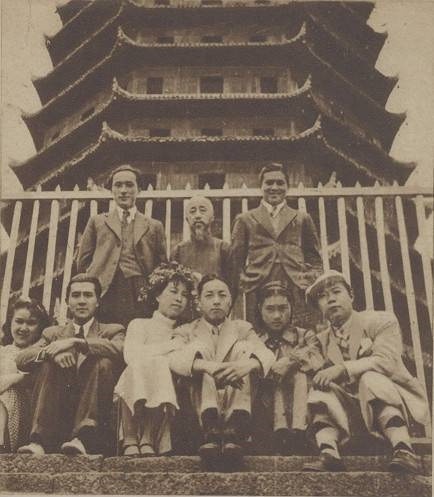
Tre coppie ai piedi della Pagoda delle Sei Armonie

## Opere correlate

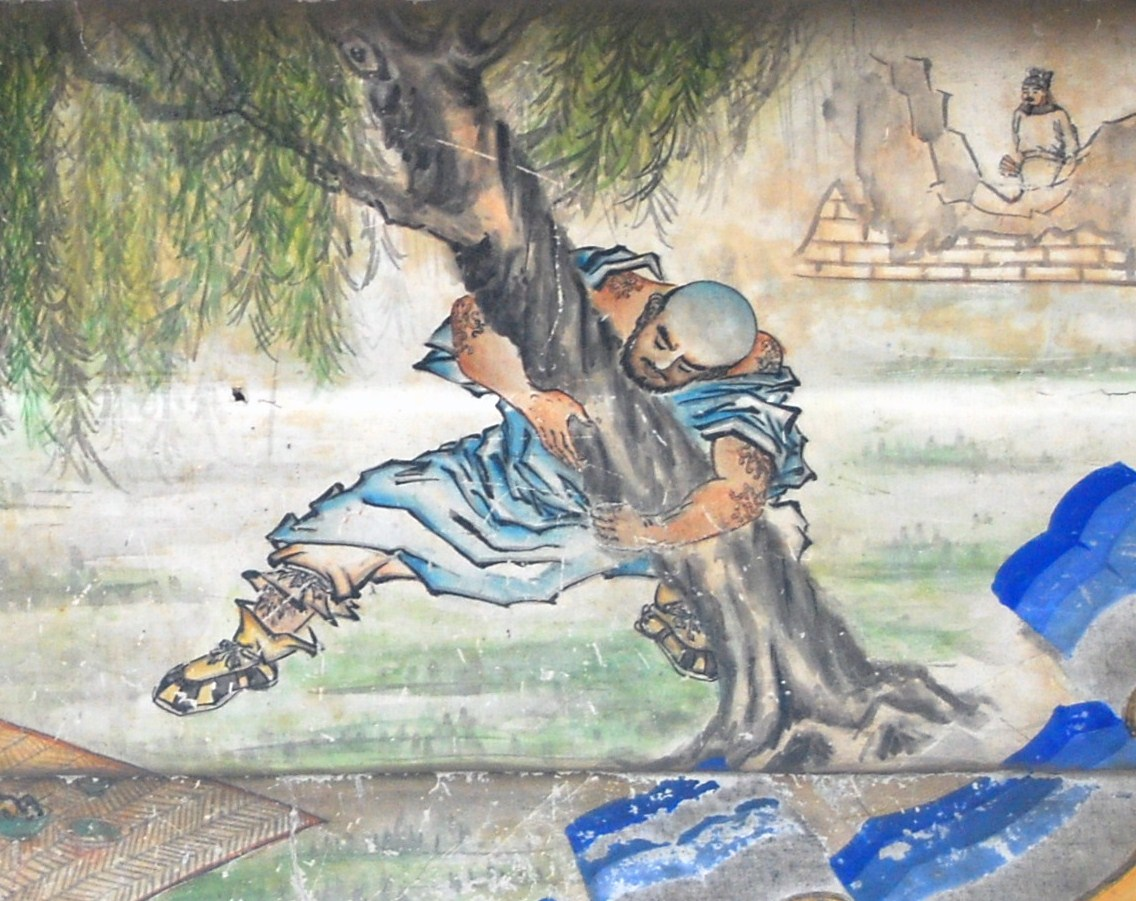
Illustrazione di Lu Zhishen

"Sul bordo dell'acqua" o "I Briganti": racconta come quando gli eroi di Liangshanpo marciarono a sud verso Fangla, Song Jiang stazionò le sue truppe e cavalli nel tempio al di fuori dalla Pagoda, in quel momento Lu Zhishen e Wu Song sentirono improvvisamente il fragore della marea del fiume Qiantang. Lu Zhishen proveniva dal nord e non sapendo delle maree in quella zona pensò si trattasse del suono dei tamburi di guerra e si precipitò a combattere. Successivamente un monaco gli spiegò l'origine del rumore e si ricordò dei versi che il suo maestro disse quando divenne monaco: "Ascolta la marea, contempla la fede e raggiungerai il Nirvana". Comprese che questo era il suo destino, così si sedette in contemplazione e lascio il nostro mondo accanto alla Pagoda delle Sei Armonie.